# Raymond Steylaerts
Raymond Steylaerts   (Anvers, 3 d'abril de 1933 - Middelkerke, 6 de gener de 2011) fou un jugador belga de billar campió del món en diverses ocasions.
La seva carrera començà el 1954 a Madrid, quan amb només 21 anys guanyà la medalla d'or al campionat del món de billar artístic. Posteriorment encara guanyà més campionats de l'especialitat fins un total de 6 campionats del món i 14 d'Europa.

## Palmarès
Font:
- Campionat del Món de billar artístic:  1970, 1979, 1980, 1984, 1986, 1987  1963  1966, 1972, 1973, 1995
- Campionat d'Europa de billar artístic:  1954–1957, 1959, 1961, 1962, 1973, 1975–1978, 1982, 1983  1950, 1951, 1968, 1969, 1981, 1987, 1995  1979, 1980, 1994
- Campionat d'Europa de billar a tres bandes:  1981  1957, 1963, 1964
- Campionat de Bèlgica de billar a tres bandes:  1963, 1987, 1988  1958, 1964, 1965, 1966, 1979, 1990  1959, 1968, 1975, 1986